# Mercado municipal El Tejar
El Mercado Municipal "El Tejar" es un edificio de la ciudad turística Puerto de la Cruz (Tenerife, Canarias, España), popularmente conocido como "El Tejar", de estilo funcionalista y fue inaugurado en 1986.

## Historia
El Mercado Municipal del Puerto de la Cruz fue inaugurado en octubre de 1986 y vino a sustituir a la desvencijada revoca ubicada en la actual Plaza de Europa, frente a las Casas Consistoriales. El edificio, diseñado por el prestigioso arquitecto D. Isabelino Martín, es de estilo claramente funcionalista, realizado a base de hormigón armado, en tres plantas, más un aparcamiento subterráneo. Posteriormente, ha sido sometido a diferentes reformas y mejoras, entre las que destaca la realizada en el año 2000, consistente en el tratamiento de fachadas, pilares y paramentos interiores, así como en la dotación de una espectacular cubierta de madera laminada, rematada en policarbonato traslúcido, de 468 m² de superficie.
Emplazado en el populoso barrio de "El Tejar", nuestro Mercado fue pionero en disponer de una estructura comercial mixta, coinciliando la perfecta convivencia entre puestos tradicionales de abastos (frutas, hortalizas, carnes, etc.), establecimientos comerciales no alimentarios y un gran supermercado. Este planteamiento , no exento de polémica en su día, se ha demostrado como de gran eficacia antes la avenida de las grandes superficies y de las nuevas fórmulas de distribución comercial.
El resultado obtenido, es un moderno complejo comercial, donde se entremezcla el sabor de lo tradicional, el trato familiar y la calidad de los mercados de siempre, con la comodidad, seguridad, limpieza y variedad de oferta de los centros comerciales.

## Curiosidades
Actualmente el Mercado Municipal del Puerto de la Cruz cuenta en su planta superior con el CIE, Centro de Iniciativas empresariales desarrollado para emprendedores del municipio, con espacio coworking y múltiples servicios.